# Le Loroux-Bottereau
Le Loroux-Bottereau är en kommun i departementet Loire-Atlantique i regionen Pays de la Loire i nordvästra Frankrike. Kommunen ligger i kantonen Le Loroux-Bottereau som tillhör arrondissementet Nantes. År 2022 hade Le Loroux-Bottereau 8 595 invånare.

## Befolkningsutveckling
Antalet invånare i kommunen Le Loroux-Bottereau
| Referens: INSEE |